# Ruta G del metro de Nova York
La Ruta G Brooklyn-Queens Crosstown Local és un servei de ferrocarril metropolità subterrani del Metro de Nova York, als Estats Units d'Amèrica. El servei G opera sempre entre les estacions de Long Island City-Court Square i Smith-Ninth Streets. Durant les tardes, els caps de setmana i tard a la nit, la ruta G s'extent al llarg de la línia de Queens Boulevard fins a Forest Hills-71st Avenue, a Queens.
L'Autoritat Metropolitana de Transport rehabilitarà part de la línia per on passa la ruta, exactament el viaducte de Culver Line durant l'any 2009 i 2012. I el servei, que ara acaba a Smith-Ninth Streets, s'allargarà fins a Church Avenue.
A diferència d'altres metros, cada servei no correspon a una única línia, sinó que un servei pot circular per diverses línies de ferrocarril. El servei G utilitza les següents línies:
| Ruta G del Metro de Nova York | Línia                 | <<                       | >>                   | Vies  | Temps                                             |
| ----------------------------- | --------------------- | ------------------------ | -------------------- | ----- | ------------------------------------------------- |
| Ruta G del Metro de Nova York | Queens Boulevard Line | Forest Hills-71st Avenue | Queens Plaza         | local | entre setmana: tarda, tard nit; i caps de setmana |
| Ruta G del Metro de Nova York | Crosstown Line        | nord de Court Square     | nord de Court Square | N/A   | entre setmana: tarda, tard nit; i caps de setmana |
| Ruta G del Metro de Nova York | Crosstown Line        | sud de Court Square      | sud de Court Square  | N/A   | all times                                         |
| Ruta G del Metro de Nova York | Culver Line           | Bergen Street            | Smith-Ninth Streets  | local | all times                                         |